# Sciurus gilvigularis
Sciurus gilvigularis är en däggdjursart som beskrevs av Wagner 1842. Sciurus gilvigularis ingår i släktet trädekorrar, och familjen ekorrar. IUCN kategoriserar arten globalt som otillräckligt studerad.

## Beskrivning
En ekorre med en tunn, kort päls som på ryggsidan är spräckligt rödaktigt gråbrun med en ljusare, smal ring kring ögat, medan buksidan har orangebrun päls som är mörk mitt på och ljusare på bröst och bakände. Det förekommer att svansen har otydliga band. Kroppslängden är mellan 15 och 18 cm, ej inräknat den 17 till 20 cm långa svansen. Vikten ligger mellan 150 och 165 g. Arten är mycket lik den nära släktingen Sciurus aestuans fast ljusare, och vissa forskare har betraktat den som en underart till denna art.

## Underarter
Arten har två underarter:
- S. g. gilvigularis, som förekommer i norra delen av utbredningsområdet, och har en svans som skiftar i brungult.
- S. g. paraensis, som förekommer i södra delen av utbredningsområdet, och har en svans som skiftar i vitt.

## Ekologi
Sciurus gilvigularis är en dagaktiv ekorre som lever i kustskogar och städsegröna skogar dominerade av palmer, lianer och rottingpalmer. Huvudfödan består av frön och frukter från palmer, främst Attalea maripa. Arten sitter gärna på en rottinggren när den äter.

## Utbredning
Denna ekorre har flera från varandra skilda populationer i nordöstra Sydamerika. Den har påträffats i Venezuela, Guyana och norra Brasilien. I Venezuela är arten sällsynt och begränsad till låglänta, fuktiga skogar.